# One Piece: Unlimited Cruise 2 - L'Éveil d'un héros
One Piece: Unlimited Cruise 2 - L'Éveil d'un héros est un jeu vidéo d'action-aventure, qui est la suite directe du premier opus One Piece: Unlimited Cruise Episode 1.

## Système de jeu
Il s'agit d'un jeu de combat en Arena Fighter (jeu de combat en arène) en 3D basé sur l'univers du manga One Piece.

## Accueil
- Jeuxvideo.com : 18/20[1]